# GFK Tikveš
Le Gradksi Fudbalski Klub Tikveš 1930 Kavadarci (en macédonien : Градски Фудбалски Клуб Тиквеш 1930 Кавадарци), plus couramment abrégé en GFK Tikveš, est un club de football macédonien fondé en 1930 et basé dans la ville de Kavadarci. Le Macédonien Gjorgji Mojsov est l'entraîneur depuis septembre 2022.

## Histoire
Il a connu son heure de gloire dans les années 1970 et est remonté en première division en 2021.

## Bilan sportif

### Palmarès
- Coupe de Macédoine du Nord
  - Vainqueur : 2024

### Bilan européen
Note : dans les résultats ci-dessous, le score du club est toujours donné en premier
| Saison    | Compétition      | Tour           | Club                 | Domicile | Extérieur | Total |
| --------- | ---------------- | -------------- | -------------------- | -------- | --------- | ----- |
| 2024-2025 | Ligue Conférence | Premier tour Q | Breiðablik Kópavogur | 3 - 2    | 1 - 3     | 4 - 5 |

Légende
- Victoire ou qualification pour le tour suivant
- Match nul
- Défaite ou élimination de la compétition